# Carnanton House
 (août 2019).
Carnanton House est une maison de campagne de style géorgien située à St Mawgan in Pydar, en Cornouailles, en Angleterre. Elle se trouve dans un domaine boisé, au sommet de la vallée de Lanherne, à proximité de l'aéroport de Newquay, et est un monument classé de Grade II*

## Histoire
La maison a été construite vers 1710 et rénovée au début des années 1800 avec des modifications ultérieures vers 1830 et à nouveau plus tard au cours du siècle. Elle est construite sur trois étages, sur un plan d’étage à l’origine rectangulaire, dont l'assise est faite en ardoise avec des ornements en granite  et un toit en croupe fait d'ardoise. L'entrée d'origine donnait sur un grand hall à partir duquel on accédait aux pièces principales à droite et à gauche et aux pièces de service à l'arrière. Vers 1830, l'entrée fut déplacée du côté droit et la pièce de droite fut réaménagée pour servir de hall d'entrée. Un long bâtiment d'un étage composé de trois pièces fut ajoutée à la droite de la nouvelle entrée par la même occasion. Vers le milieu du siècle, le bâtiment a été agrandi à l'arrière avec plus de salles de service et un couloir latéral a été ajouté. Une nouvelle cheminée a également été ajoutée pour la cuisine. De plus, une grande aile a été construite à l'arrière gauche, fermant une petite cour de service et une aile d'une pièce a été ajoutée à l'extrémité gauche.

## Propriétaires
Construite pour la famille Willyams, la maison est léguée de génération en génération aux membres de cette famille depuis 300 ans, étant actuellement possédée par un de ses descendants, Young-Jamiesons. Pendant toute cette durée, les membres de la famille en possession du lieu ont servi comme Hauts Sheriffs de Cornouailles et comme parlementaires de la ville de Truro
La maison est actuellement détenu par Paul Young-Jamieson et n'offre aucun accès au public, bien que les terres soient régulièrement utilisées afin d'organiser des sessions de tir d'oiseaux.